# ماهی‌خورک‌های رودخانه‌ای
ماهی‌خورکیان رودخانه‌ای (نام علمی: Alcedininae) زیرخانواده‌ای از پرندگان متعلق به راسته سبزقباسانان (Coraciiformes) هستند. از جمله پرندگان این زیرخانواده می‌توان از کوکابورای خندان نام برد. کوچک‌ترین گونهٔ این پرنده، ماهی‌خورک کوتوله آفریقایی است که به‌طور متوسط ۱۰ سانتیمتر (۳٫۹ اینچ) طول و در حدود ۹ و ۱۲ گرم (۰٫۳۲ و ۰٫۴۲ اونس) وزن دارند. بزرگ‌ترین گونه در میان این پرندگان نیز ماهی‌خورک عظیم با طول ۴۲ تا ۴۶ سانتیمتر (۱۷ تا ۱۸ اینچ) و وزن ۲۵۵–۴۲۶ گرم (۹٫۰–۱۵٫۰ اونس) می‌باشد.. در میان خانوادهٔ این پرندگان، کوکابورا خندان به عنوان سنگین‌ترین گونه تلقی می‌گردد که ماده‌های این پرنده دارای میانگین وزن نزدیک به ۵۰۰ گرم (۱۸ اونس) هستند.
رنگ پرهای غالب ماهی‌خورک‌های رودخانه‌ای ترکیبی از رنگ‌های سبز و آبیِ‌روشن است. این رنگ‌های درخشان نه به دلیل پدیدهٔ رنگین‌تابی یا رنگدانه‌های موجود در بافتار پرها بلکه به دلیل پراکندگی تیندال است. در بیشتر گونه‌ها، هیچ تفاوت آشکاری میان جنس نر و ماده وجود ندارد و در حقیقت، تفاوت‌های میان این دو جنس بسیار ناچیز و کمتر از ۱۰٪ است. ماهی‌خورک‌های رودخانه‌ای منقارهای دراز و خنجرمانندی دارند و این منقار، در میان گونه‌هایی که به صورت اختصاصی به شکار ماهی‌ها می‌پردازند درازتر و فشرده‌تر است در حالی که گونه‌هایی که به شکارهای زمینی می‌پردازند دارای منقار کوتاه‌تر و پهن‌تری هستند.

## نگارخانه

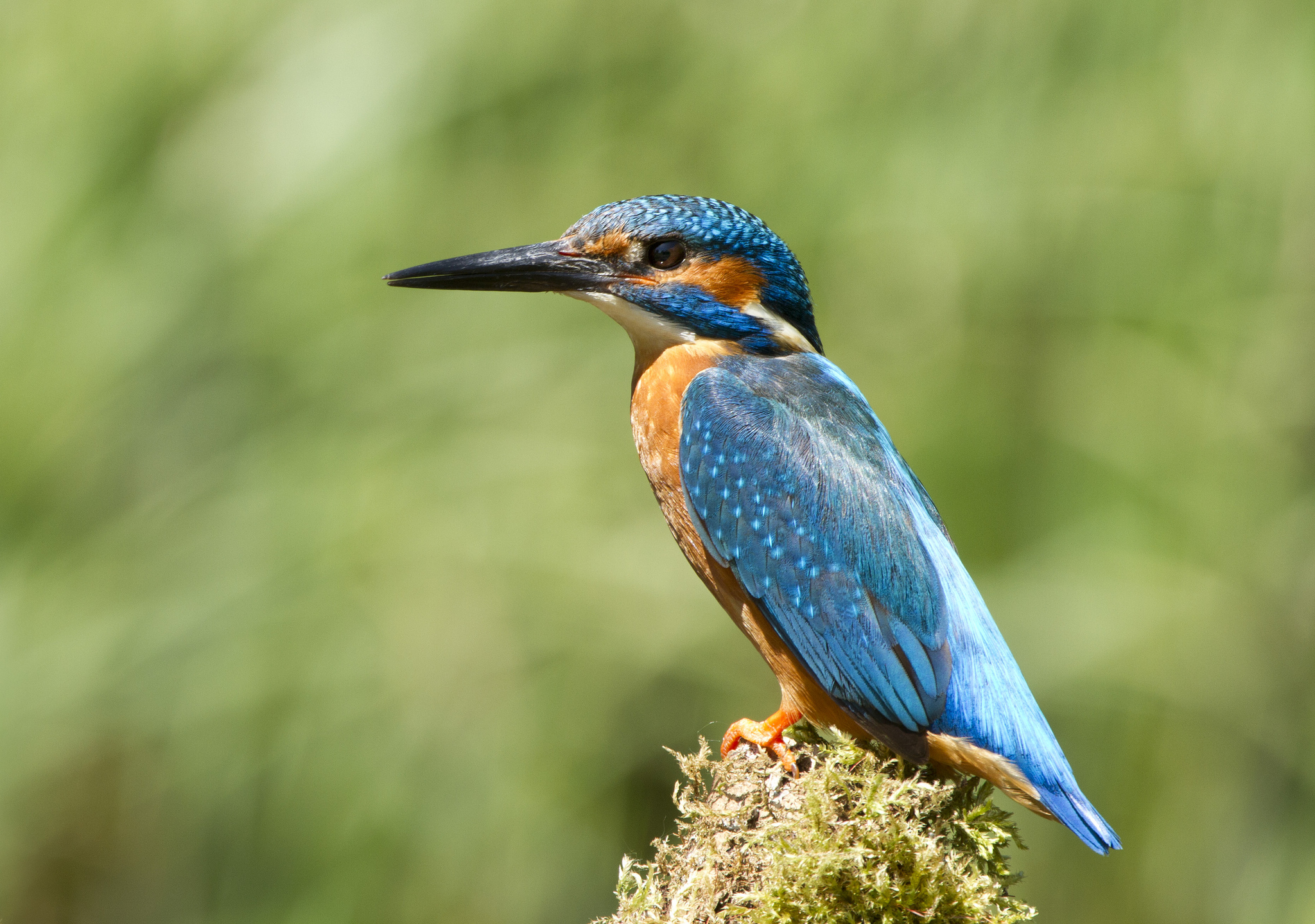
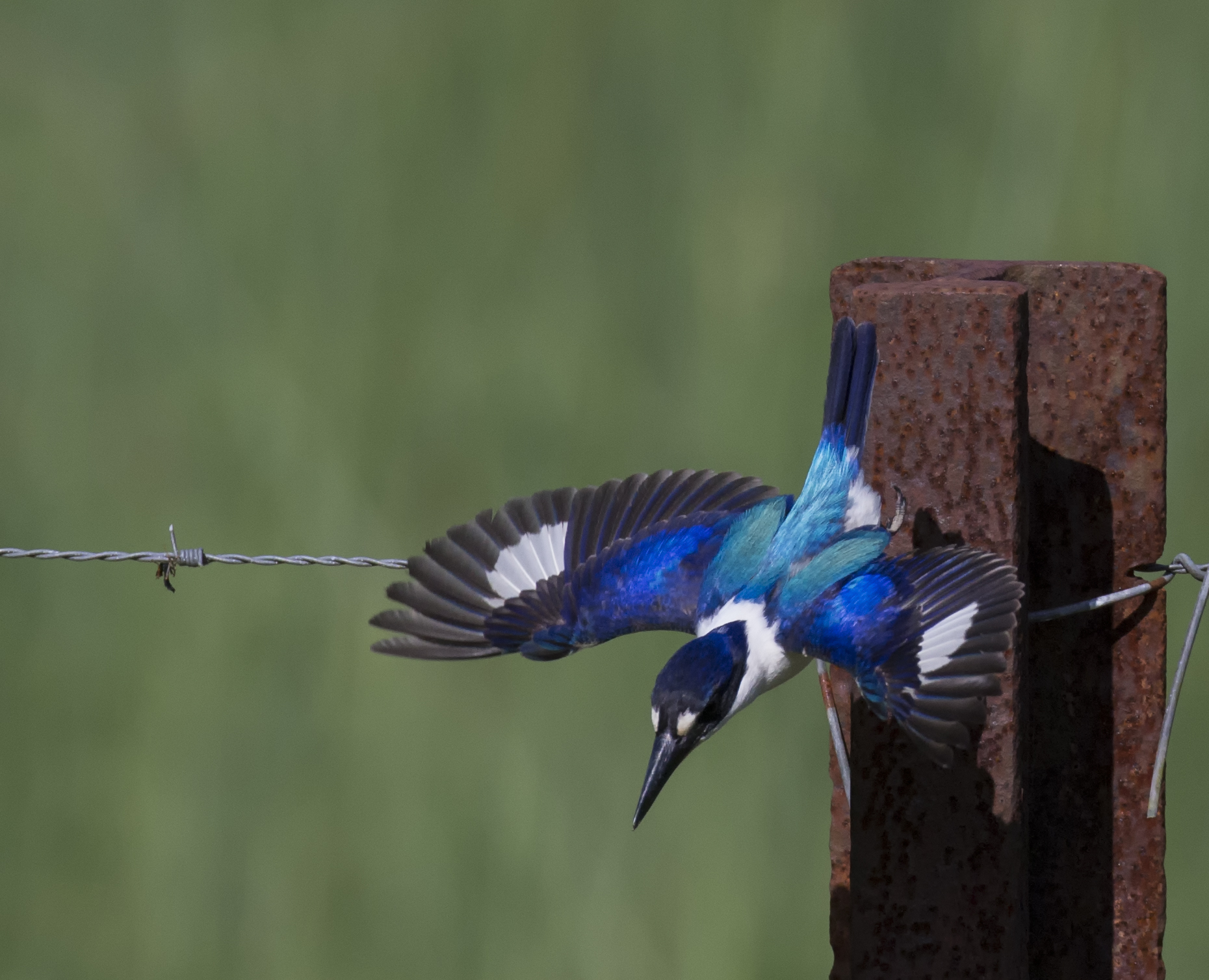
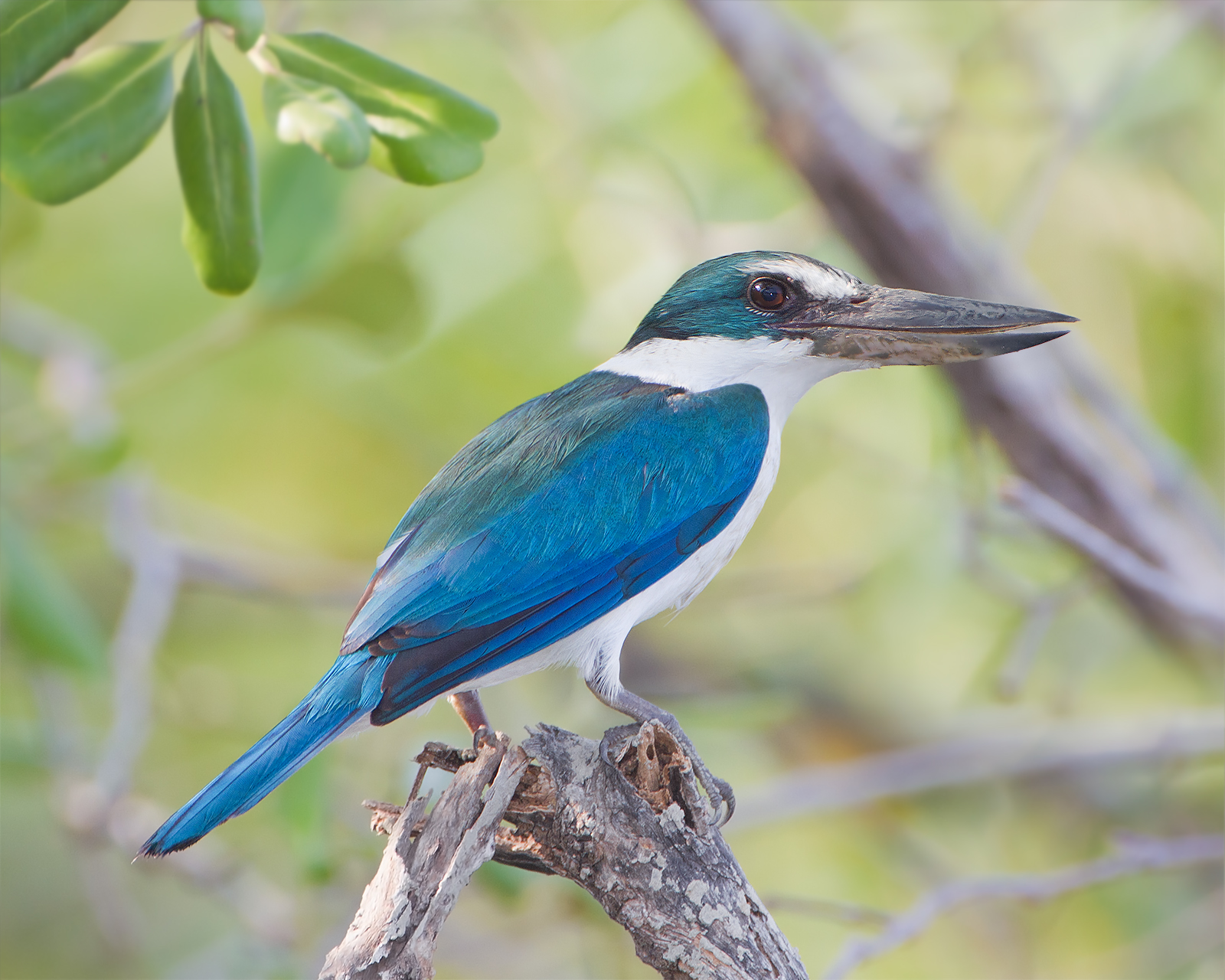
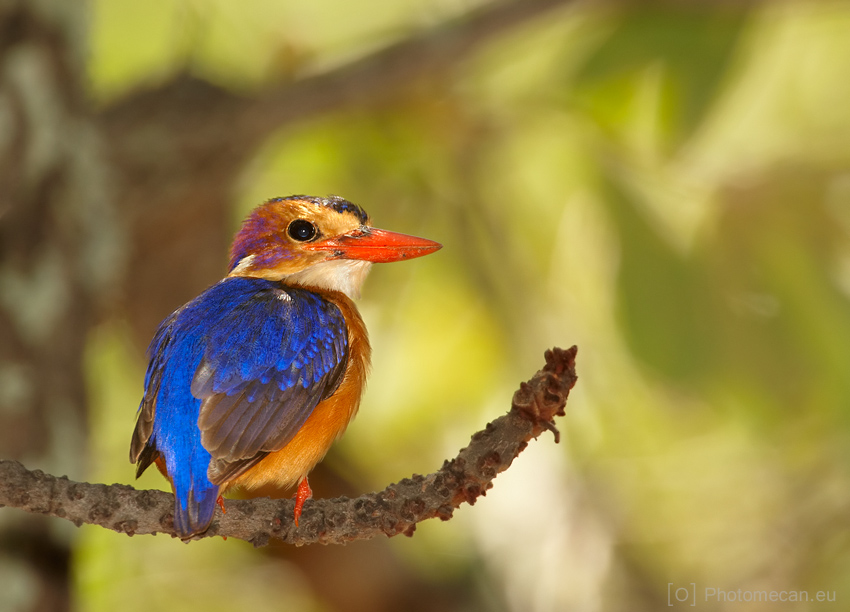
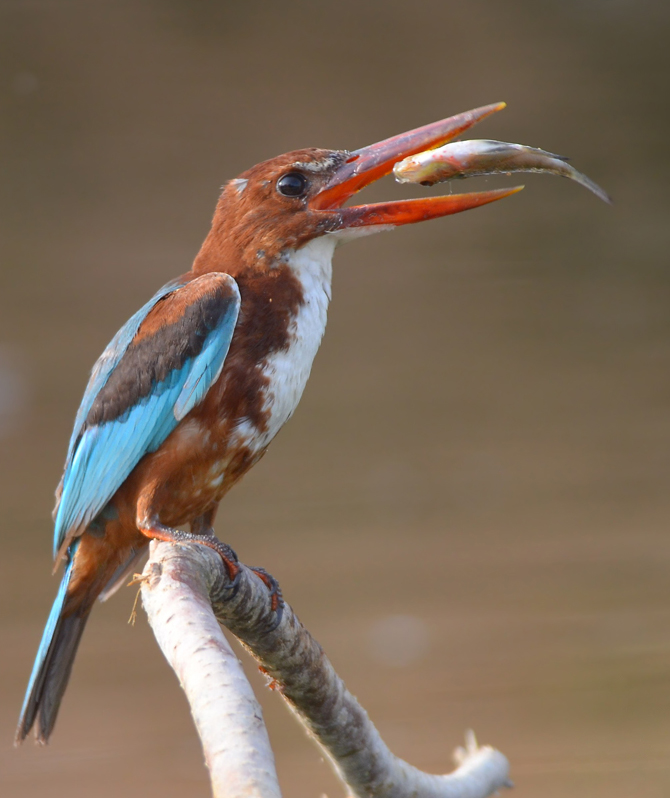
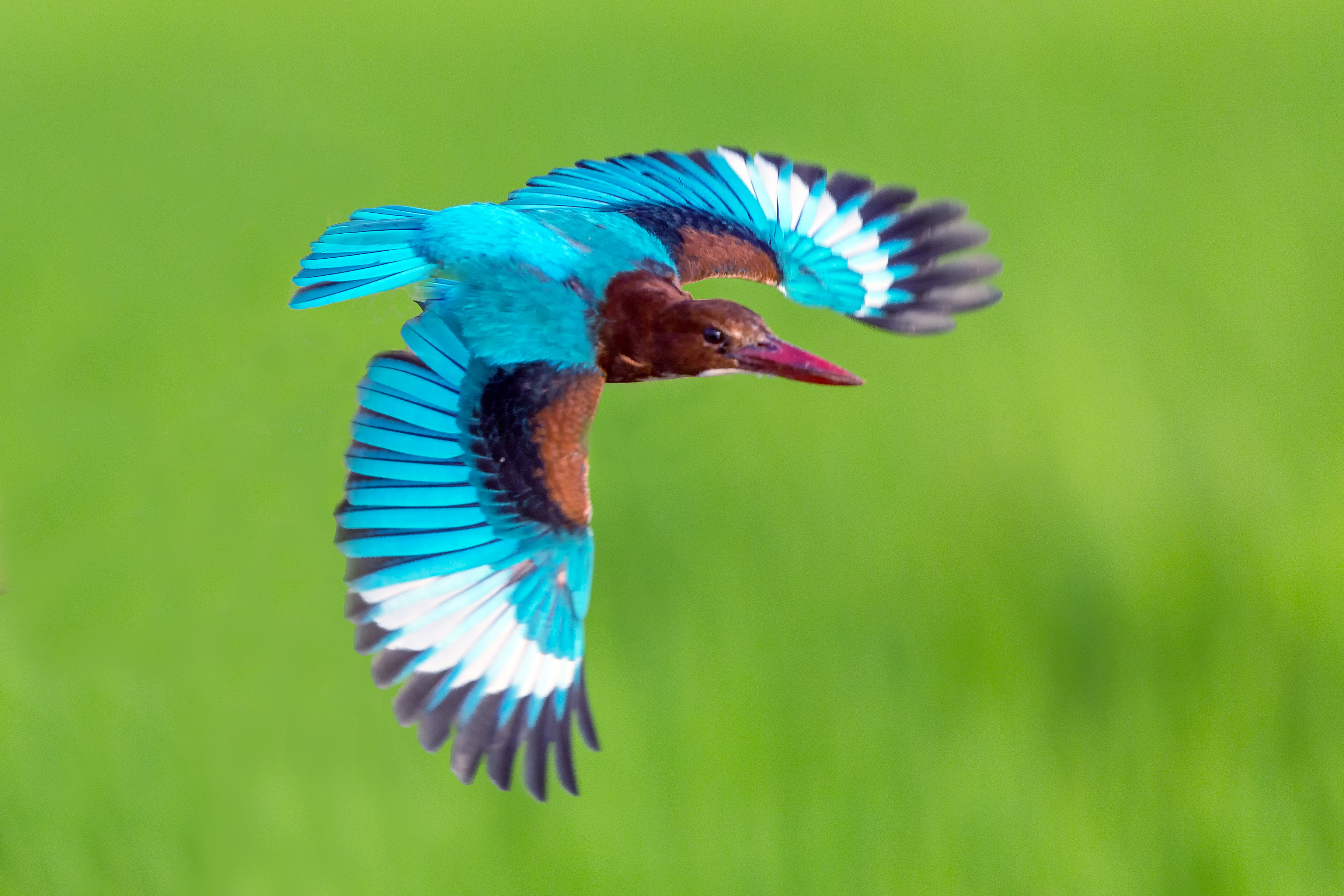